# Bernardo Atorrasagastegui Ordóñez
Bernardo Atorrasagastegui Ordoñez, né le 18 août 1976 à Saint-Sébastien, est considéré par les corps et les forces de sécurité de l'État espagnol comme membre de l'organisation indépendantiste armée Euskadi ta Askatasuna (ETA).

### Sources et bibliographie
- (es) Cet article est partiellement ou en totalité issu de l’article de Wikipédia en espagnol intitulé « Bernardo Atorrasagastegui Ordóñez » (voir la liste des auteurs).
- (fr) Jean Chalvidant, ETA : L'enquête, éd. Cheminements, coll. « Part de Vérité », octobre 2003, 426 p. (ISBN 978-2-84478-229-8)
- (fr) Jacques Massey, ETA : Histoire secrète d'une guerre de cent ans, Paris, Flammarion, coll. « EnQuête », février 2010, 386 p. (ISBN 978-2-08-120845-2)
- (es) Informe de la Guardia Civil acerca terroristas de ETA buscados.
- (es) Estadísticas acerca del conflicto vasco.